# Provinciale weg 758
De provinciale weg 758 (N758) is een verbindingsweg tussen de Overijsselse plaatsen Zwolle en Nieuwleusen. De weg heeft een totale lengte van 10,6 kilometer (hectometerpaal geeft 11,1 km aan) en draagt twee namen, Nieuwleusenerdijk en Westeinde, voor respectievelijk het Zwolse en het Nieuwleusense gedeelte. De N758 is onbewegwijzerd.
De N758 loopt onder andere door het bedrijventerrein de Hessenpoort in Zwolle. De weg eindigt in het zuiden van Nieuwleusen, bij het begin van de bebouwde kom (in 'De Kerkenhoek'). Deze weg is een alternatief van de N377 die loopt tussen Hasselt en Dedemsvaart, langs het noorden van Nieuwleusen. Bij Nieuwleusen gaat de weg door richting de Vinkenbuurt (als het Oosteinde). Linksaf gaat verder in de Burgemeester Backxlaan richting het centrum. Naar rechts (richting het zuiden) gaat de weg over op de Dommelerdijk richting Oudleusen.
N23 · N34 · N224 · N225 · N229 · N233 · N271 · N301 · N302 · N303 · N304 · N305 · N306 · N307 · N308 · N309 · N310 · N311 · N312 · N313 · N314 · N315 · N316 · N317 · N318 · N319 · N320 · N322 · N323 · N324 · N325/A325 · N326/A326 · N327 · N329 · N330 · N331 · N332 · N333 · N334 · N335 · N336 · N337 · N338 · N339 · N340 · N341 · N342 · N343 · N344 · N345 · N346 · N347 · N348/A348 · N349 · N350 · N351 · N352 · N375 · N377

N418 · N701 · N702 · N703 · N704 · N705 · N706 · N707 · N708 · N709 · N710 · N711 · N712 · N713 · N714 · N715 · N716 · N717 · N718 · N719 · N720 · N727 · N731 · N732 · N733 · N734 · N735 · N736 · N737 · N738 · N739 · N740 · N741 · N742 · N743 · N744 · N745 · N746 · N747 · N748 · N749 · N750 · N751 · N752 · N753 · N754 · N755 · N756 · N757 · N758 · N759 · N760 · N761 · N762 · N763 · N764 · N765 · N766 · N768 · N781 · N782 · N783 · N784 · N785 · N786 · N787 · N788 · N789 · N790 · N791 · N792 · N793 · N794 · N795 · N796 · N797 · N798 · N800 · N801 · N802 · N803 · N804 · N805 · N806 · N810 · N811 · N812 · N813 · N814 · N815 · N816 · N817 · N818 · N819 · N820 · N821 · N822 · N823 · N824 · N825 · N826 · N827 · N830 · N831 · N832 · N833 · N834 · N835 · N836 · N837 · N838 · N839 · N840 · N841 · N842 · N843 · N844 · N845 · N846 · N847 · N848 · N852 · N855

Cursief vermelde wegen zijn voormalige provinciale wegen.